# Sarcopygme pacifica
Sarcopygme pacifica là một loài thực vật có hoa trong họ Thiến thảo. Loài này được (Reinecke) Setch. & Christoph. miêu tả khoa học đầu tiên năm 1935.